# Vicia semenovii
Vicia semenovii là một loài thực vật có hoa trong họ Đậu. Loài này được (Regel & Herder) B.Fedtsch. miêu tả khoa học đầu tiên.